# Второй Ка
«Второ́й Ка» — русскоязычная музыкальная группа из Кыргызстана, основанная Ильёй Семёновым и Султаном Ботобаевым. Группа сочетает в своем звучании разнообразные жанры: хип-хоп, постпанк и инди-рок. Участники отвечают за весь процесс создания песен, начиная от написания инструментала и слов, заканчивая сведением и мастерингом.

## История
Группа образовалась в конце 2017 года в Кыргызстане после выхода дебютного рэп-микстейпа «Из окна». Название группы исходит из того, что её участники Илья Семёнов и Султан Ботобаев познакомились в школе, когда учились во 2-м «К» классе.
В 2020 году вышел альбом «День зависимости». В 2021 году году вышел альбом «Сериал».
В начале 2022 года группа начала сотрудничество с лейблом Infinity Music, став его частью и переработав подход к изданию песен. В рамках этого партнерства группа запустила новый подход к своему творчеству, сочетая различные жанры и стили.
Первый сингл и клип, который был выпущен на лейбле, — «Тени от пальм», который стал набирать популярность в TikTok
В 2024 вышел пост-панк-альбом «Свиная попутка». Альбом получил звание «альбом года» по мнению редакции VK Music, а также занял 1-е место в топе 50 лучших альбомов 2024 года по мнению журнала The Flow.
21 марта 2025 вышел танцевальный мини-альбом Po Gube.

## Критика
Музыкальный журналист Олег Кармунин заявил, что если б группа появилась в 1994 году, то это была бы «музыкальная революция»:
Если бы группа «Второй Ка» появилась в 1994 году, это была бы музыкальная революция. Так просто не умели играть, а ребята себя натренировали, познали культуру и смогли воспроизвести ее так, что ты слушаешь и не веришь, что в России можно делать такую музыку.

## Состав
- Илья Семенов — битмейкер, вокал, гитара
- Султан Ботобаев[14] — битмейкер, вокал, гитара
- Фёдор Семёнов — гитара
- Алексей Боков — ударные

## Дискография

### Альбомы
| Год  | Название           | Лейбл            |
| ---- | ------------------ | ---------------- |
| 2020 | «День зависимости» | «Infinity Music» |
| 2021 | «Сериал»           | «Infinity Music» |
| 2024 | «Свиная попутка»   | «Infinity Music» |

### Мини-альбомы
| Год  | Название | Лейбл            |
| ---- | -------- | ---------------- |
| 2025 | Po Gube  | «Infinity Music» |

### Микстейпы
| Год  | Название  | Лейбл            |
| ---- | --------- | ---------------- |
| 2017 | «Из окна» | «Infinity Music» |